# 디스포시티오
디스포시티오(dispositio) 또는 배열술은 서양 고전 수사학의 맥락에서 논증을 조직하는 데 사용되는 시스템이다. 이 단어는 라틴어이며 "조직" 또는 "배열"로 번역될 수 있다.
이는 연설과 글쓰기의 작성 및 전달과 관련된 고전 수사학의 다섯 가지 표준(첫 번째는 인벤티오, 나머지는 엘로쿠티오, 메모리아 및 프로눈티아티오) 중 두 번째이다.
수사학 연습의 첫 번째 부분은 사용할 적절한 논증을 찾는 것이었고, 이는 형식화된 인벤티오 방법을 통해 수행되었다. 다음 문제는 다양한 주장을 선정하고 이를 효과적인 담론으로 정리하는 것이었다.

## 아리스토텔레스
아리스토텔레스는 담론의 두 가지 본질적인 부분으로 사건의 진술과 사건의 증명을 정의했다. 예를 들어, 법적 논쟁에서 검사는 먼저 피고에 대한 혐의를 선언하고 관련 사실을 제시해야 한다. 그런 다음 그는 유죄를 입증하는 증거를 제시해야 한다. 아리스토텔레스는 실제로 대부분의 담론에는 서론과 결론도 필요하다고 인정했다.

## 라틴 수사학
이후의 수사학 저술가들, 예를 들어 마르쿠스 툴리우스 키케로와 마르쿠스 파비우스 퀸틸리아누스는 이러한 조직 체계를 다듬어 결국 여섯 가지 부분이 생겨났다.
- 서론, 또는 엑소르디움. 엑소르디움에서 연사는 자신의 주요 주장과 모든 관련 정보를 제시한다.
- 사건 진술, 또는 나르라티오(narratio). 퀸틸리아누스는 나르라티오에서 "우리는 예를 들어 절도로 기소된 사람을 탐욕스럽다고, 간통으로 기소된 사람을 음란하다고, 살인으로 기소된 사람을 무모하다고 묘사하거나, 우리가 그들을 변호한다면 이 사람들에게 반대되는 특성을 부여할 것이다. 더 나아가 장소, 시간 등에도 동일하게 적용해야 한다"고 설명했다.
- 논증의 주요 원칙 목록, 또는 디비시오(divisio) (때로는 파르티티오(partitio)라고도 함). 이것은 두 가지 기능을 가진다. 즉, 논쟁 중인 쟁점을 명명하고 나타날 순서대로 사용될 논거들을 나열하는 것이다.
- 사건 증명, 또는 콘피르마티오(confirmatio). 나르라티오와 파르티티오에서 주어진 자료를 확인하거나 검증한다.
- 가능한 반대 주장의 반박, 또는 콘푸타티오(confutatio). 수사가는 청중 중 특정 사람들이 자신의 연설에 동의하지 않을 수 있다고 예상한다면, 자신의 원래 연설에 반대될 수 있는 주장을 반박할 준비를 해야 한다.
- 결론, 또는 페로라티오(peroratio). 키케로는 수사가가 이 부분에서 세 가지를 할 수 있다고 가르쳤다. 즉, 자신의 주장을 요약하고, 자신에게 동의하지 않는 사람들을 불신하게 만들려고 노력하며, 자신, 자신의 의뢰인, 또는 자신의 사건에 대한 동정을 불러일으키는 것이다.

이러한 구조는 매우 엄격해 보일 수 있지만 (확실히 이 주제에 대한 일부 저자들은 지나치게 꼼꼼했다), 실제로는 수정될 수 있었다. 예를 들어 키케로와 퀸틸리아누스는 작가들이 자신의 주장을 강화할 때 구조를 재배열하도록 권장했다. 예를 들어, 반대 주장이 강력하다는 것이 알려진 경우, 증명 전에 반박을 먼저 제시하는 것이 더 나을 수 있었다.
각 주요 부분 내에서도 추가적인 전술이 사용될 수 있었다. 예를 들어, 검사는 축적이라고 알려진 기법을 사용하여 자신의 주요 원칙을 강렬하게 반복함으로써 사건을 요약할 수 있었다. 같은 사건의 변호사는 자신의 요약에 다른 방법을 사용할 수 있었다.
마지막으로, 디스포시티오(dispositio)는 특히 인벤티오와 연계하여 반복적인 과정으로 간주되었다. 주장을 조직하는 과정 자체가 새로운 주장을 발견하고 연구할 필요성을 초래할 수 있었다. 웅변가는 자신의 주장과 그 조직이 제대로 배열될 때까지 다듬었다. 그런 다음 그는 일반적으로 현재 수사학과 관련된 주제, 즉 주장의 스타일과 전달 방식 개발로 넘어갔다.

### 엑소르디움
엑소르디움(ɛɡˈzɔrdiəm; 라틴어로 "시작"을 의미하며, "시작하다"를 의미하는 exordiri에서 유래)은 웅변의 서론 부분이었다. 이 용어는 라틴어이며 그리스어로는 프루엠 또는 프로오이미온이라고 불렸다.
엑소르디움에서 웅변가는 담론의 목적을 밝힌다. 이렇게 할 때, 그는 여러 가지를 고려해야 한다.
- 어떤 종류의 원인을 제시하는가? 예를 들어, 명예로운 원인(영웅의 변호)인가, 아니면 불명예스러운 원인(살인자의 변호)인가?
- 직접적인 시작을 선호해야 하는가, 아니면 시작이 더 미묘하고 간접적이어야 하는가?
- 연사는 어떤 방식으로 진행해야 하는가(예: 유머러스하게 또는 진지하게)?
- 연사는 청중이 자신의 주장을 믿도록 미리 호의적으로 만들 수 있도록 자신의 성격이나 자격을 소개해야 한다.
- 필요한 경우 또는 가능한 경우, 연사는 상대방의 성격이나 자격에 의문을 제기할 수도 있다.
- 마지막으로, 연사는 서론에서 특정 오류를 피해야 한다. 예를 들어, 로마의 헤렌니우스 수사학에서 발췌한 이 부분은 여러 오류를 나열한다.

원인의 서론에서는 우리의 문체가 절제되어 있고, 단어는 현재 사용되는 것이어야 하며, 담론이 준비되지 않은 것처럼 보여야 한다. 여러 원인에도 똑같이 적용될 수 있는 서론은 결함이 있다. 이것을 진부한 서론이라고 부른다. 또한, 상대방이 똑같이 잘 사용할 수 있는 서론도 결함이 있으며, 이것을 흔한 서론이라고 부른다. 상대방이 자신에게 불리하게 사용할 수 있는 서론도 결함이 있다. 또한, 너무 공들여 작성되었거나 너무 긴 서론도 결함이 있다. 그리고 사실 진술과 긴밀한 연관성을 가질 수 있도록 원인 자체에서 비롯된 것처럼 보이지 않는 서론도 결함이 있다. 마지막으로, 청중을 호의적이거나 수용적이거나 주의 깊게 만들지 못하는 서론도 결함이 있다.
—헤렌니우스 수사학, I. vii, 11, 해리 캐플런 번역, 로엡 고전 문고, 1954.)
요컨대, 엑소르디움은 웅변가가 청중이 호의적인 마음가짐으로 자신의 주장을 듣도록 준비시키는 담론의 부분이었다. "엑소르디움은 다양한 수사학 유형에서 여러 종류의 기능을 수행할 수 있지만, 모든 유형에서 다가오는 담론의 주요 주제 중 일부가 미리 발표될 것이다."

### 페로라티오
페로라티오("결론")는 연설의 마지막 부분으로서 고전 수사학에서 두 가지 주요 목적을 가졌다. 즉, 청중에게 연설의 주요 요점(recapitulatio)을 상기시키고 그들의 감정(affectus)에 영향을 미치는 것이었다. 페로라티오의 역할은 에필로고스라고 불렀던 그리스 수사학 작가들에 의해 정의되었지만, 감정적 호소를 자주 사용했던 로마 웅변가들과 가장 자주 연관된다. 유명한 예시로는 마르쿠스 안토니우스가 아퀼리우스를 변호하는 연설 중에 아퀼리우스의 튜닉을 찢어 그의 전투 상흔을 드러낸 사건이 있다.
기원전 1세기 동안 주요 법정 사건에서 각 측에 두 명 이상의 연사가 등장하는 것이 일반적이었다. 그러한 경우 페로라티오를 전달하도록 요청받는 것은 영광으로 여겨졌다.